# Trần Hưng Đạo, thành phố Quảng Ngãi
Trần Hưng Đạo là một phường cũ thuộc TP Quảng Ngãi, tỉnh Quảng Ngãi, Việt Nam (nay thuộc phường Cẩm Thành, tỉnh Quảng Ngãi, Việt Nam.)
Phường Trần Hưng Đạo có diện tích 0,48 km², dân số năm 1999 là 8.401 người, mật độ dân số đạt 17.502 người/km².
Từ ngày 1/7/2025, toàn bộ diện tích tự nhiên và dân số của các phường Trần Hưng Đạo, Nguyễn Nghiêm, Chánh Lộ và Nghĩa Chánh để thành lập phường Cẩm Thành.